# Variante (fonologia)
In fonologia, una variante di un fonema è una possibile realizzazione fonetica di quel fonema. Si distingue tra varianti combinatorie e varianti libere. Le varianti combinatorie di un fonema sono le diverse realizzazioni che il fonema stesso assume in contesti fonetici differenti. Le varianti combinatorie sono quindi in distribuzione complementare. Il termine "variante combinatoria" è oggi diffusamente sostituito da "allofono", ma alcuni autori preferiscono distinguerli come "tassofoni". Le varianti libere, più propriamente "allofoni", sono dei foni che possono scambiarsi tra loro all'interno di una stessa parola senza cambiarne il significato e senza che i parlanti madrelingua lo rilevino come un "errore" (ossia come agrammaticale).
Ad esempio, la nasale /n/ anteconsonantica diventa omorganica della consonante che segue. Si avranno così le varianti combinatorie [ŋ] prima delle occlusive velari /k/ e /g/ (es. incauto [iŋ'kauto], ingrato [iŋ'grato]), [ɱ] prima delle fricative labiodentali (es. invero [iɱ'vero], infatti [iɱ'fat:i]), e così via.
Un classico esempio di varianti libere sono le inflessioni dialettali e regionali di una lingua (i cosiddetti "accenti"). Alcuni esempi in italiano sono:
- le consonanti occlusive aspirate, tipiche del dialetto calabrese ([kʰ], [tʰ], [pʰ])
- la gorgia toscana
- la rotacizzazione, ovvero il cambio della /l/ in /r/ quando è seguita da consonante, che avviene nel dialetto romanesco (es: dorce)
- la chiusura/apertura del fonema /e/ nell'italiano del nord (tempo viene pronunciato [tempo], casetta viene pronunciato [kazɛtta])

Quando i fonemi sono in una variazione libera, i parlanti madrelingua ne sono consapevoli, e si accorgono immediatamente del fenomeno, notando per esempio che la parola /tempo/ è pronunciata con una e chiusa nell'italiano milanese. Tuttavia, nonostante ciò, il fenomeno non compromette la comprensione del vocabolo.